# Кулаковський Юліан Андрійович
Юліа́н Андрі́йович Кулако́вський (рос. Кулако́вский Юлиа́н Андре́евич, 25 липня 1855, Паневежис, нині у Литві — 21 лютого 1919, Київ) — російський історик, археолог, антикознавець, філолог-класик. Фахівець із історії Північного Причорномор'я, Візантії та Стародавнього Риму. Професор античної та візантійської історії Київського університету. Перекладач з латини й давньогрецької, публіцист, педагог. Член-кореспондент Імператорської академії наук (з 1906 р.), доктор римської словесності (1888), дійсний статський радник (з 1902). Вчитель Михайла Грушевського та Бориса Крупницького. Молодший брат російського слов'янофіла Платона Кулаковського, батько критика і літературознавця Сергія Кулаковського.

## Життєпис
Народився у місті Паневеж Ковенської губернії в родині православного священика Андрія Кулаковського (*1812—†1860) та Параскеви Бренн (*1825—†1872). Закінчив Паневезьку реальну гімназію.
1876 року закінчив Московський університет зі ступенем кандидата наук на відділенні класичної філології.
У 1876—1878 рр. — був тутором (помічником старшого тутора) в Ліцеї цесаревича Миколи.
У 1878—1880 рр. — був у науковому відрядженні Міністерства народної освіти Російської імперії за кордоном: Бонн, Тюбінген, Берлін; слухав лекції та брав участь у семінарах Т. Моммзена, А. Гутшміда та ін.. У 1880 році почав в київському університеті св. Володимира читання лекцій з римської словесності та латинської мови, викладав римську історію і словесність на Вищих жіночих курсах.
Його дисертацією «pro venia legendi» був твір «Наділ ветеранів землею й військові поселення у Римській імперії» (рос. Надел ветеранов землею и военные поселения в Римской империи, Київ, 1881 р.). У 1882 р. захистив в Москві магістерську дисертацію: «Колегії у стародавньому Римі: Досвід із історії римських установ» (рос. Коллегии в древнем Риме: Опыт по истории римских учреждений, Київ, 1882), у 1888 р. в Санкт-Петербурзі захистив докторську дисертацію: «До питання про початок Риму» (рос. К вопросу о начале Рима, Київ, 1888). Перекладач збереженої частини «Res Gestae» («Історія») Амміана Марцелліна.
Від 1881 року — приват-доцент в Університеті Св. Володимира. З 1 квітня 1883 — доцент кафедри римської словесності. З жовтня 1884 — екстраординарний професор на кафедрі класичної римської філології. Від 1888 року — заслужений ординарний професор Університету Св. Володимира. Викладач Михайла Грушевського, якому пропонував спеціалізуватися зі старожитньої філософії.
Брав участь майже у всіх Археологічних з'їздах 1884—1908 років. Був делегатом від університету на
- Першому Міжнародному конгресі історичних наук у Римі у березні-квітні 1903 та
- Другому Міжнародному конгресу історичних наук у Берліні влітку 1908.

З 29 грудня 1906 р. — член-кореспондент Імператорської Санкт-Петербурзької Академії наук.
У 1905 р., у 1908—1919 рр. — голова історичного товариства Нестора-літописця при Університеті св. Володимира.
Провадив археологічні дослідження античних пам'яток на півдні України (Ольвія, Пантікапей).
Входив до Ради голів Київського товариства охорони пам'ятників старовини та мистецтва.
Був переконаним монархістом, активно брав участь в монархічному русі. З 1906 р. перебував у лавах Російського зібрання, у 1909 р. був обраний до Ради Київського клубу російських націоналістів. Брав участь у консервативному академічному русі.
15(2) червня 1918 року в Києві професор Кулаковський виступив з ініціативою створення Музею-пантеону «Український некрополь»; основу музейної експозиції мали б скласти матеріали, присвячені видатним українським діячам від найдавніших часів до 1918 року.
У 1891—1919 роках жив в Києві на вулиці Пушкінській № 40 квартира № 6. Помер від емфіземи легенів і «слабкості серця», похований у Києві. Місце поховання невідоме (імовірно на Байковому кладовищі, не виключено, що прийшло в запустіння на Замковій горі).

## Праці
- (рос.)«Армия в Римском государстве» («Университетские известия», 1881, № 10);
- (рос.)«Светоний и его биографии Цезарей» («Университетские известия», 1881, № 10);
- (рос.)«Краткий разбор архаизмов у Плавта в связи с влиянием их на критику текста» («Университетские известия», 1882, № 1);
- (рос.)«Отношение римского правительства к коллегиям» («Журнал Министерства народного просвещения», 1882, № 1);
- (рос.)«Организация разработки рудников в Римской империи» («Университетские известия», 1882, № 11);
- (рос.)«Италия при римских императорах» («Университетские известия», 1884, № 10);
- (рос.)«Современное состояние английских университетов» («Русский вестник», 1886, № 7);
- (рос.)«Монте-Кассино» («Русский вестник», 1887, № 9);
- (рос.)«Археология в Риме» («Русский вестник», 1888, № 1);
- (рос.)«Философ Эпикур и вновь открытые его изречения» («Университетские известия», 1889, № 4);
- (рос.)«Классические языки в русских гимназиях» («Русская школа», 1890, № 4);
- (рос.)«Древности Южной России: Керченская христианская катакомба 491 года» (СПб., 1891);
- (рос.)«К вопросу о русском народном стихе» («Чтения в Историческом обществе Нестора Летописца», 1891, Кн. 4);
- (рос.)«К объяснению надписи с именем императора Юстиниана, найденной на Таманском полуострове» («Византийский временник», 1895, Т. II, кн. 1-2);
- (рос.)«Древности Южной России: Две керченские катакомбы с фресками» (СПб., 1896);
- (рос.)«Заметки по истории и топографии Крыма» («Археологические известия и заметки», 1896, Т. 4);
- (рос.)«К истории Боспора Киммерийского в конце VI века» («Византийский временник», 1895, Т. 2, кн. 1-2);
- (рос.)«К вопросу о пифагореизме [царя] Нумы [Помпилия]» («Филологическое обозрение», 1896, Т. 10);
- (рос.)«Цицерон в истории европейской культуры» («Киевлянин», 1896, № 95);
- (рос.)«Где находилась Вичинская епархия Константинопольского патриархата?» («Византийский временник», 1897, Т. 4, кн. 3-4);
- (рос.)«Гонорар в русских университетах» (Киев, 1897);
- (рос.)«Христианство у алан» («Византийский временник», 1898, Т. 5, кн. 1-2);
- (рос.)«К истории готской епархии (в Крыму) в VIII веке» («Журнал Министерства народного просвещения». — 1898. — Т. CCCXV, № 2. — С. 173—202.
- (рос.)«Епископа Феодора „Аланское послание“» («Записки Императорского Одесского общества истории и древностей», 1898, Т. 21, ч. 2);
- (рос.)«Новые данные из истории Старого Крыма» («Записки Императорского Русского археологического общества», 1898, Т. 10, вып. 3-4);
- (рос.)«К вопросу о каменных бабах» («Археологические известия и заметки», 1898, Т. 6);
- (рос.)«Смерть и бессмертие в представлениях древних греков» (Киев, 1899);
- (рос.)«Карта Европейской Сарматии по Птолемею» (Киев, 1899);
- (рос.)«Аланы по сведениям классических и византийских писателей» («Чтения в Историческом обществе Нестора Летописца», 1899, Кн. 13);
- (рос.)«Славянское слово „плот“ в записи византийцев» («Византийский временник», 1900, Т. 7, кн. 1-2);
- (рос.)«Надписи Никеи и ее окрестностей» («Известия Русского Археологического института в Константинополе», 1900, Т. 6, вып. 1);
- (рос.)«Вновь открытая присяга на имя Августа» («Филологическое обозрение», 1901, Т. 20);
- (рос.)«Друнг и друнгарий» («Византийский временник», 1902, Т. 9, кн. 1-2);
- (рос.)«Раскопки в Ольвии (в 1900 г.)» («Отчет Императорской Археологической комиссии за 1900 год», СПб., 1902);
- (рос.)«Международный конгресс исторических наук в Риме» («Университетские известия», 1903, № 5);
- (рос.)«Византийский лагерь конца X века» («Византийский временник», 1903, Т. 10, кн. 1-2);
- (рос.)«К вопросу о происхождении фемного строя Византийской империи» («Сборник статей по истории права, посвященный Михаилу Флегонтовичу Владимирскому-Буданову его учениками и почитателями по случаю 35-летия его учено-литературной деятельности (1868—1903 гг.)», Киев, 1904);
- (рос.)«К вопросу о фемах Византийской империи» («Изборник Киевский: Тимофею Дмитриевичу Флоринскому посвящают друзья и ученики», Киев, 1904);
- (рос.)«К вопросу об имени и истории фемы Опсикий» («Византийский временник», 1904, Т. 11, кн. 1-2);
- (рос.)«Греческие города на Черноморском побережье» («Книга для чтения по русской истории, составленная при участии профессоров и преподавателей», М., 1904, Т. 1);
- (рос.)«Проект нового устава гимназий» (Киев, 1904);
- (рос.)«Речь на открытии Киевского художественно-промышленного и научного музея императора Николая Александровича 30 декабря 1904 года» («Освящение и открытие Киевского художественно-промышленного и научного музея императора Николая Александровича», Киев, 1905);
- (рос.)«Византийский лагерь X века» («Труды XII Археологического съезда в Харькове 1902 г.», Харьков, 1905, Т. 3);
- (рос.)«Где начинается территория славян по Иордану?» («Журнал Министерства народного просвещения», 1905, № 3);
- (рос.)«Прошлое Тавриды: Краткий исторический очерк» (Киев, 1906; 2-е изд., доп. — Киев, 1914);
- (рос.)«Новые домыслы о происхождении имени „Русь“» («Университетские известия», 1906, № 6);
- (рос.)«„Стратегика“ императора Никифора: Греческий текст по рукописи Московской Синодальной библиотеки с общими объяснениями» («Записки Императорской Академии наук», 1908, Т. 8: Историко-филологическое отделение. № 9);
- (рос.)«Керчь и ее христианские памятники» («Православная богословская энциклопедия», СПб., 1908, Т. 9);
- (рос.)«Из Берлина: Международный конгресс историков» («Журнал Министерства народного просвещения», 1908, № 10);
- (рос.)«Лекции по истории Византии» (Киев, 1909, литографированное издание);
- (рос.)«Римское государство и его армия в их взаимоотношении и историческом развитии» («Военный сборник, издаваемый по Высочайшему повелению», СПб., 1909);
- (рос.)«К вопросу о дате возвращения Креста Господня в Иерусалим из персидского плена» («Сборник статей в честь проф. В. П. Бузескула: Издан по поводу тридцатилетия его научно-педагогической деятельности», Харьков, 1914);
- (рос.)«Император Фока» («Университетские известия», 1914, № 1);
- (рос.)«К критике известий Феофана о последнем годе правления Фоки» («Византийский временник», 1914, Т. 21);
- Кулаковский Ю. А. История римской литературы от начала Республики до начала Империи в конспективном изложении / Ю. А. Кулаковский ; изд. подгот. А. А. Пучков. — М. : Изд. дом А+С, 2005. — 329 с. [Архівовано 27 вересня 2018 у Wayback Machine.]

## Нагороди
- Макаріївська премія Імператорської академії наук;
- срібна медаль «У пам'ять коронації імператора Олександра III»;
- Орден Святої Анни 2 ступеня;
- Орден Святої Анни 3 ступеня;
- Орден Святого Володимира 3 ступеня;
- Орден Святого Володимира 4 ступеня;
- Орден Святого Станіслава 1 ступеня;
- Орден Святого Станіслава 2 ступеня;
- Орден Святого Станіслава 3 ступеня;
- відзнака XL років бездоганної служби.